# Elitettan
La Elitettan es desde 2013 la segunda división del fútbol femenino de Suecia.

## Equipos 2020
| - AIK - Alingsås - Bollstanäs SK - IF Brommapojkarna - Hammarby IF DFF - Jitex BK - IFK Kalmar | - Kvarnsvedens IK - Lidköpings FK - Mallbackens IF Sunne - Morön BK - Sandvikens IF - Sunnanå SK - Älvsjö AIK |

## Formato
- La temporada comienza en abril y finaliza en octubre.
- Siguiendo un sistema de liga, los catorce equipos se enfrentan todos contra todos en dos ocasiones -una en campo propio y otra en campo contrario- sumando un total de 26 jornadas.
- Los dos primeros ascienden a la Damallsvenskan.
- Los tres últimos descienden a la División 1.